# Kompassi
Kompassi is een subdistrict of wijk (Estisch: asum) binnen het stadsdistrict Kesklinn in Tallinn, de hoofdstad van Estland. De naam gaat vermoedelijk terug op een herberg met de naam ‘Kompaß’ (‘kompas’), die ooit in deze wijk lag. De wijk telde 2.166 inwoners op 1 januari 2020.
De wijk grenst aan de wijken Sadama, Raua, Torupilli, Maakri en Südalinn.

## Voorzieningen

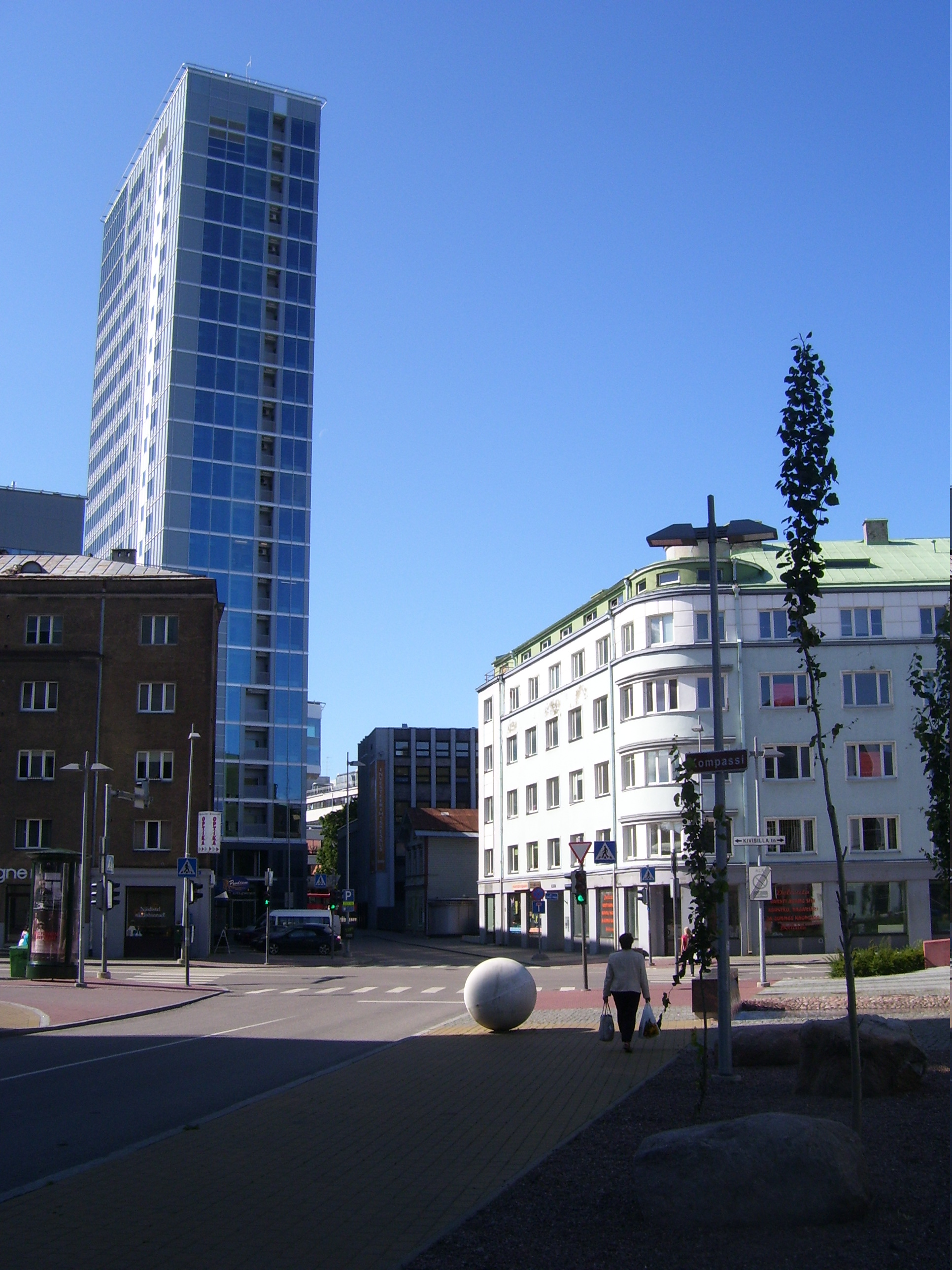
Kantoorgebouw en appartementen aan het begin van de Tartu maantee

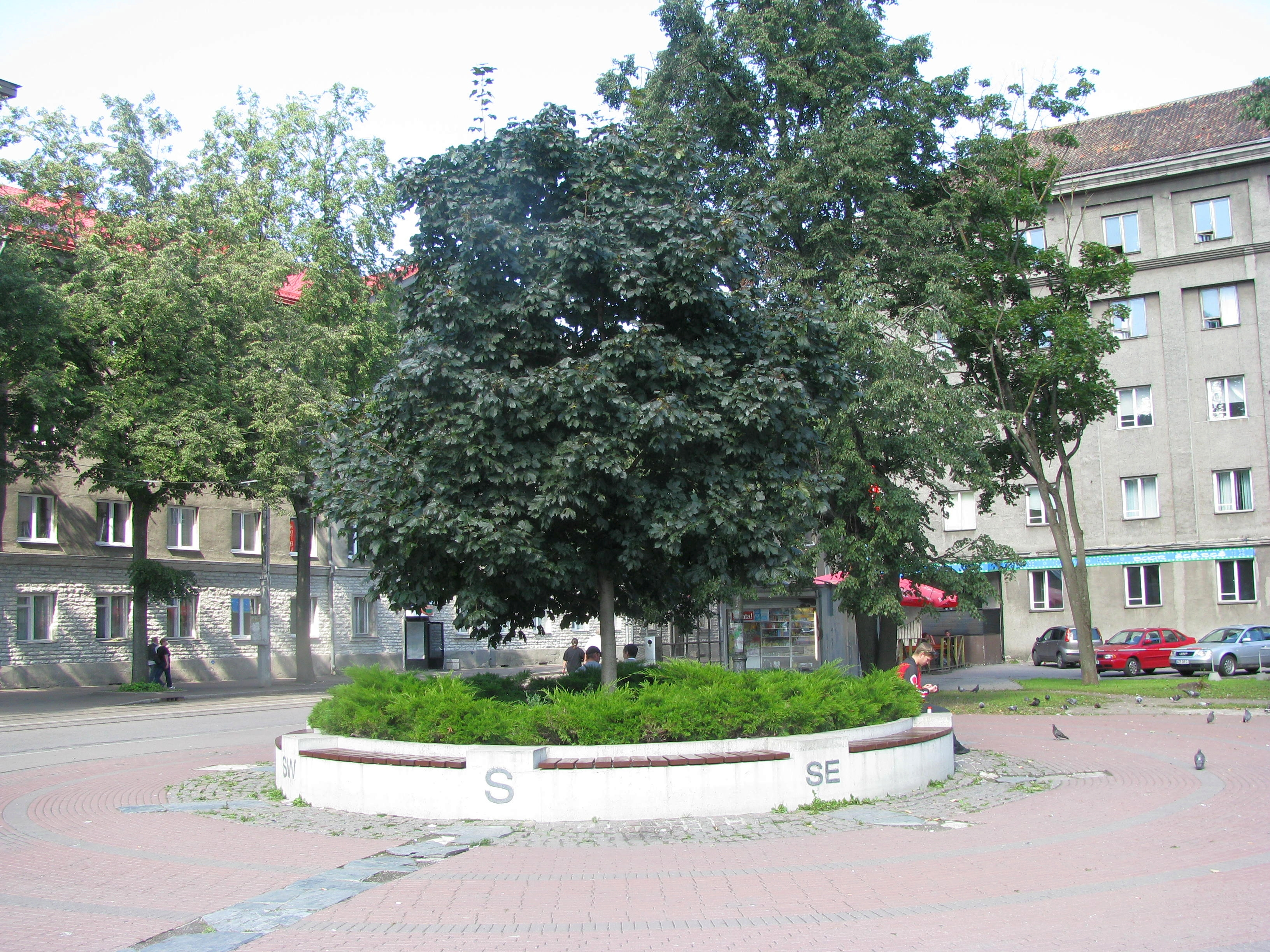
Het Kompassiplein (Kompassi plats)

Kompassi is een zakencentrum en bestaat voor een groot deel uit moderne kantoorgebouwen. Daarnaast vindt men er appartementencomplexen uit de jaren vijftig en zestig.
In Kompassi liggen de alarmcentrale en de brandweerkazerne van Tallinn.
De wijk heeft twee hotels, het Tallink City Hotel en het veel kleinere Hotel G9. Het Tallink City Hotel opende zijn deuren in mei 2004.
Tot 2009 was in Kompassi de Estische Kunstacademie gevestigd. In dat jaar verhuisde de academie tijdelijk naar het Huis van de Estlandse Ridderschap op Toompea. Het gebouw van de academie in Kompassi aan de Tartu maantee 1 is in 2010 afgebroken. In 2018 werd een definitief onderkomen op het adres Kotzebue tänav 1 in de wijk Kalamaja in gebruik genomen.

## Vervoer
De wijk wordt begrensd door vier grote wegen: Narva maantee, Pronksi tänav, Tartu maantee en Rävala puiestee. Van oost naar west door de wijk loopt de Gonsiori tänav.
Over de Narva maantee rijden de vier tramlijnen die Tallinn rijk is. De lijnen 2 (Kopli-Ülemiste) en 4 (Tondi-Ülemiste) komen bij de Maneeži tänav Kompassi binnen en gaan over de Tartu maantee verder. De lijnen 1 (Kopli-Kadriorg) en 3 (Tondi-Kadriorg) gaan verder over de Narva maantee.
Langs en door de wijk komt ook een aantal buslijnen. Enkele lijnen hebben hun eindpunt bij de plaats waar vroeger het gebouw van de Estische Kunstacademie stond.